# یه یه یه
«یه یه یه» (انگلیسی: Yeah Yeah Yeah) ترانه‌ای از گروه دخترانه اهل کره جنوبی بلک‌پینک و چهارمین قطعه از دومین آلبوم استودیویی گروه به نام صورتی زاده‌شده است که در ۱۶ سپتامبر ۲۰۲۲ توسط وای‌جی انترتینمنت و اینترسکوپ رکوردز منتشر شد. ترانه‌سرایی آن بر عهده کوش، جیسو و رزی بوده‌است و آهنگسازی آن را کوش، وی‌وی‌ان، آر. تی و ایدو انجام دادند. «یه یه یه» یک ترانه عاشقانهٔ پاپ راک و سینث-پاپ با لیریک دربارهٔ هراس و درد دوباره عاشق شدن است.